# Centre historique de Guimarães
Le centre historique de Guimarães est un espace urbain de la ville de Guimarães, au Portugal, au tracé médiéval d'une superficie de 16 hectares qui a maintenu de riches types d'édifices depuis le Moyen Âge jusqu’au XIXe siècle.
Guimarães est intimement lié à la formation de l'identité nationale ainsi que de la langue portugaise au XIIe siècle. Berceau du royaume, c'est la ville natale d'Afonso Henriques, le premier roi du Portugal qui, en 1139, prononça l'indépendance du pays.
Le centre historique de Guimarães est inscrit depuis 2001 au patrimoine mondial ; cette inscription est étendue en 2023 à la zone du Couros, un quartier anciennement dédié au tannage du cuir.

## Description
Son urbanisme d'origine, très peu modifié, s'est développé autour de deux sites : le château sur la colline, et le monastère Mumadona dans la vallée qui sont rassemblés par une même enceinte au XVIe siècle
Sur son avancée rocheuse, le château du XIe siècle aux murs crénelés, plusieurs fois modifié et restauré, est un bel exemple d'architecture militaire médiévale. D'autres édifices révèlent aussi un grand intérêt historique parmi lesquels l'abbatiale Notre-Dame-de-l'Olivier  fondée au XIIe siècle de style gothique portugais, la sobre église romane de Sao Miguel do Castelo, dans le parc du château, consacrée en 1239. Le vaste Paço dos Duques de Bragança, à l'architecture de l’Europe septentrionale, entièrement restauré, est devenu un musée ouvert au public. Sur la Praça da Oliveira, devant l’église Nossa Senhora, se trouve une arche gothique du XIVe siècle qui commémore la victoire d’Alphonse IV à la bataille de Padrão do Salado, et l’ancien Hôtel de ville du XVIe siècle assis sur une belle série d'arcades ouvertes sur la place. La Rua de Santa Maria, une des plus anciennes rues de Guimarães — qui reliait la partie basse à la partie haute de la ville —, est jalonnée de nombreux témoignages architecturaux tels le couvent de Santa Clara du XVIIe siècle , la Casa dos Peixotos et la Casa Gótica dos Valadares.
La majorité des édifices ont une architecture dépouillée dite arquitectura chã — adoptée lors de la réunion du Portugal à l'Espagne — qui montre le sentiment identitaire portugais en réaction au baroque espagnol. Les maisons bourgeoises et les palais les plus nobles se caractérisent par l'usage de pierre de taille de granit. Au XVIIe siècle, seul le rez-de-chaussée est en granit, les étages s'élèvent selon des modes de construction typique apparentés au colombage dit  taipa de rodízio, et à partir du XIXe siècle , de taipa de fasquio où les murs porteurs associent des ossatures de bois avec un remplissage de terre à pisé ou de torchis. Cette technologie de construction est toujours utilisée aujourd'hui pour la restauration des bâtiments de Guimarães, et connaitra aussi une large diffusion dans l'empire colonial portugais.

## Galerie

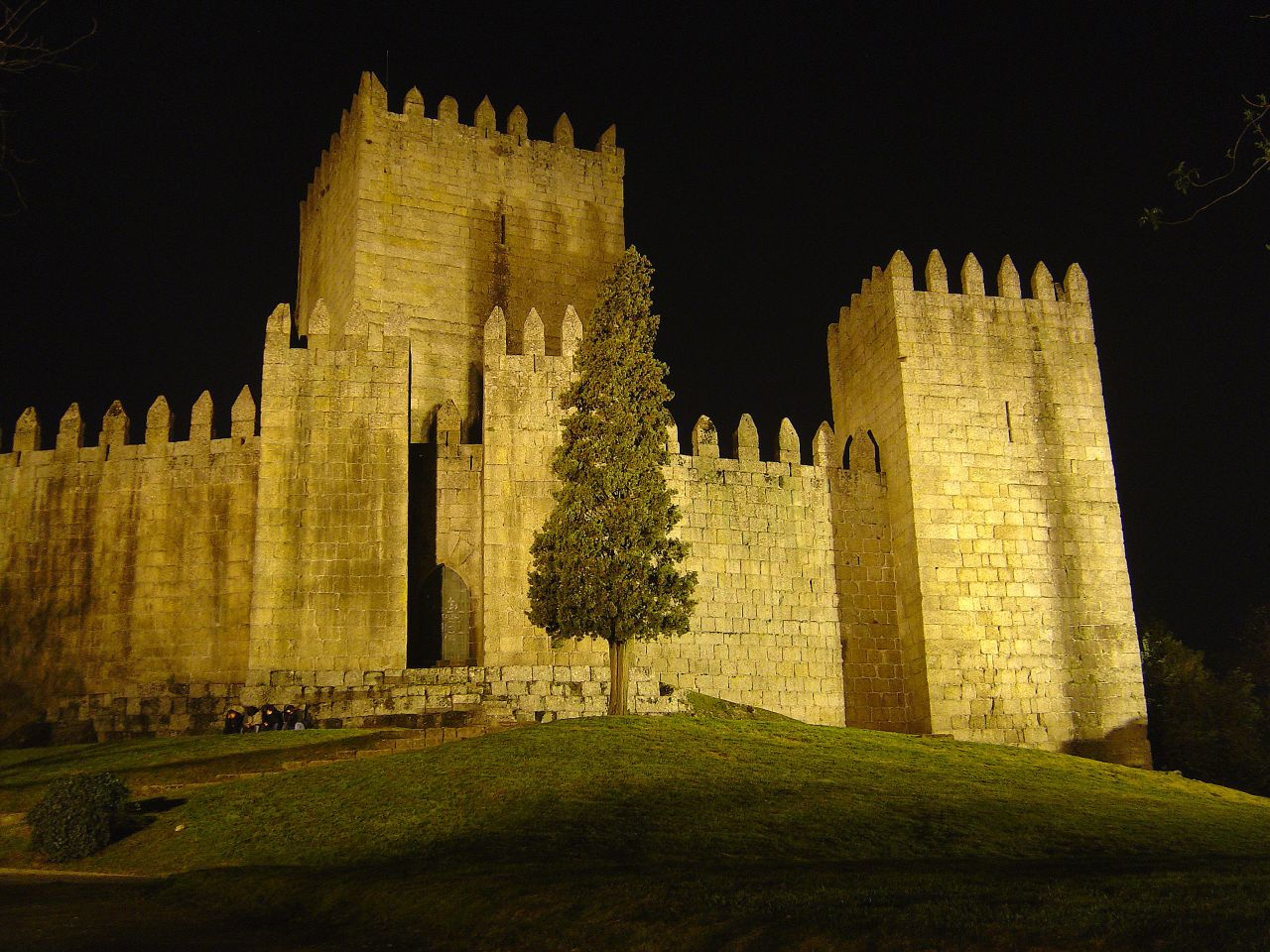
Château de Guimarães.
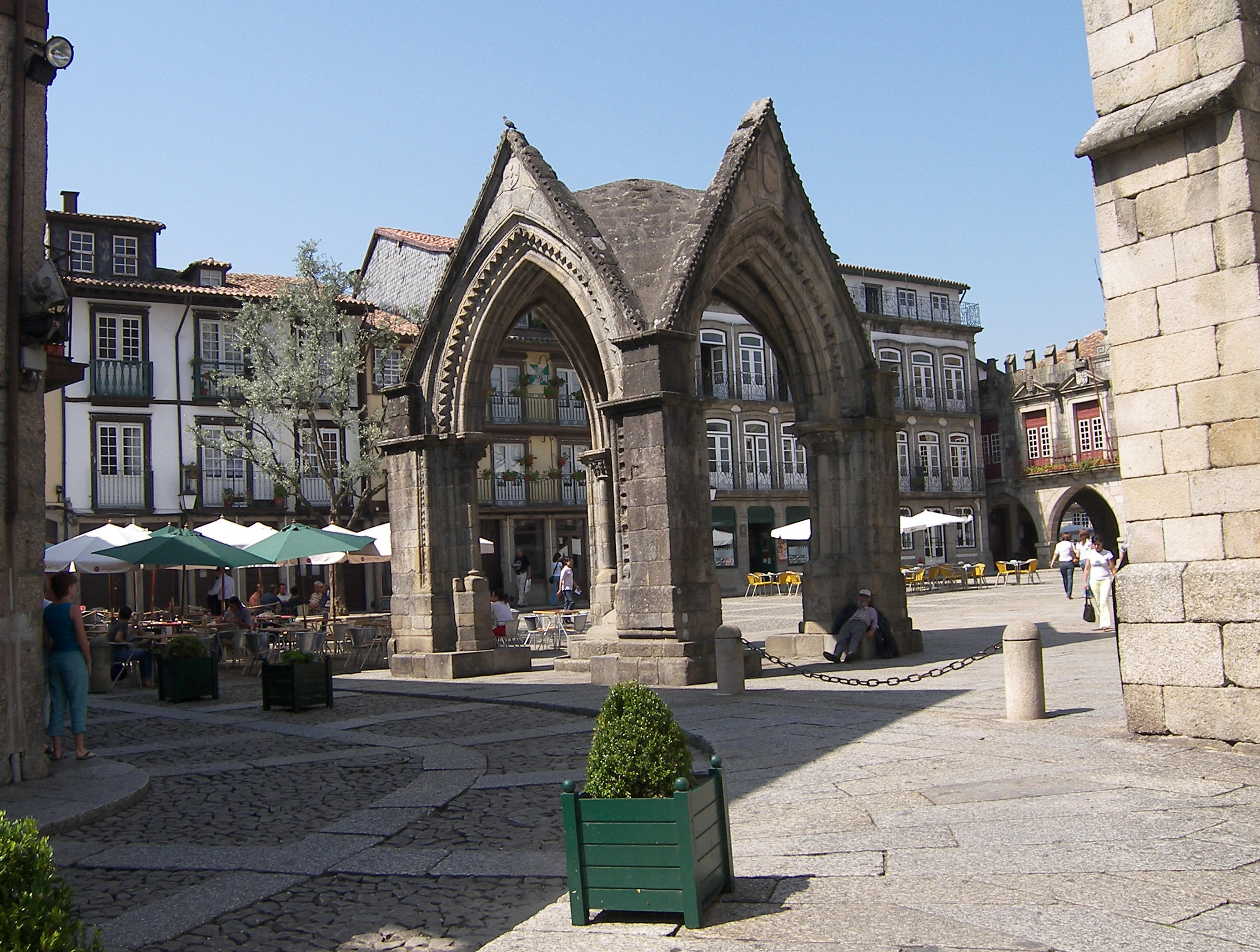
Praça da Oliveira et l'arche du XIVe siècle.
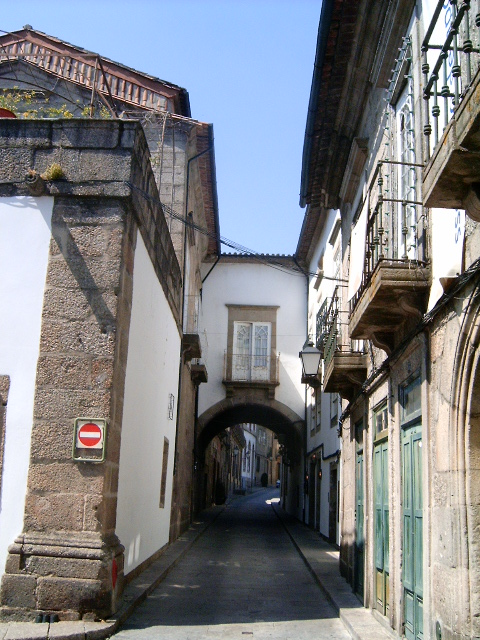
Rua santa Maria.